# 단박 인터뷰
《단박 인터뷰》는 2007년 5월 1일부터 2008년 11월 13일까지 KBS 1TV에서 방송된 텔레비전 프로그램이다. 진행자인 김영선 PD가 유명 인사를 만나 인터뷰를 하는 방식으로 진행되었다. 각 회마다 유명 인사의 애창곡이 나오면서 한 회 방송분이 끝나는 것이 특징이다.

## 방송 회차

### 2007년
| 회차 | 방송일    | 출연자                              |
| ---- | --------- | ----------------------------------- |
| 1회  | 5월 1일   | 김홍업 의원                         |
| 2회  | 5월 2일   | 유시민 전 보건복지부 장관           |
| 3회  | 5월 3일   | 수영선수 박태환                     |
| 4회  | 5월 8일   | 정동영 전 민주당 의장               |
| 5회  | 5월 9일   | 홍준표 한나라당 의원                |
| 6회  | 5월 10일  | 피겨스케이팅 선수 김연아            |
| 7회  | 5월 15일  | 손학규 전 경기도지사                |
| 8회  | 5월 16일  | 이명박 대통령 예비 후보             |
| 9회  | 5월 22일  | 심상정 민주노동당 의원              |
| 10회 | 5월 23일  | 박근혜 전 한나라당 대표             |
| 11회 | 5월 24일  | 소설가 김훈                         |
| 12회 | 5월 29일  | 윤승용 청와대 홍보수석              |
| 13회 | 5월 30일  | 박상천 민주당 대표                  |
| 14회 | 5월 31일  | 첼리스트 장한나                     |
| 15회 | 6월 5일   | 안희정 참평포럼 상임집행위원장      |
| 16회 | 6월 6일   | 천정배 전 법무부 장관               |
| 17회 | 6월 7일   | 탤런트 이순재                       |
| 18회 | 6월 12일  | 조순형 민주당 의원                  |
| 19회 | 6월 13일  | 강재섭 한나라당 대표                |
| 20회 | 6월 14일  | 이수만 SM 엔터테인먼트 이사         |
| 21회 | 6월 19일  | 한명숙 전 국무총리                  |
| 22회 | 6월 20일  | 투자 전문가 박경철                  |
| 23회 | 6월 21일  | 금속노조 정갑득 이사장              |
| 24회 | 6월 26일  | 야구 선수 이승엽                    |
| 25회 | 6월 27일  | 김한길 민주당 대표                  |
| 26회 | 6월 28일  | 패션 디자이너 이상봉                |
| 27회 | 7월 3일   | 오세훈 서울특별시장                 |
| 28회 | 7월 4일   | 김근태 전 민주당 의장               |
| 29회 | 7월 5일   | 프로그램 하이라이트 특집            |
| 30회 | 7월 10일  | 노회찬 민주노동당 의원              |
| 31회 | 7월 11일  | 도올 김용옥                         |
| 32회 | 7월 12일  | 주철환 OBS경인TV 사장               |
| 33회 | 7월 17일  | 프로골퍼 최경주                     |
| 34회 | 7월 18일  | 원희룡 한나라당 의원                |
| 35회 | 7월 19일  | 피아니스트 임동혁                   |
| 36회 | 7월 24일  | 이해찬 전 국무총리                  |
| 37회 | 7월 25일  | 발레리나 강수진                     |
| 38회 | 7월 26일  | 영화 감독 심형래                    |
| 39회 | 7월 31일  | 정대철 대통합신당 창준위원장        |
| 40회 | 8월 1일   | 지휘자 정명훈                       |
| 41회 | 8월 2일   | 소설가 황석영                       |
| 42회 | 8월 7일   | 추미애 전 민주당 의원               |
| 43회 | 8월 9일   | 영화감독 김지훈                     |
| 44회 | 8월 14일  | 박관용 한나라당 경선관리위원장      |
| 45회 | 8월 16일  | 문화평론가 진중권                   |
| 46회 | 8월 21일  | 문국현 창조한국당 대표              |
| 47회 | 8월 22일  | 애니메이터 넬슨 신                  |
| 48회 | 8월 23일  | 김두관 전 행정안전부 장관           |
| 49회 | 8월 28일  | 김민석 전 민주당 의원               |
| 50회 | 8월 29일  | 황운하 총경                         |
| 51회 | 8월 30일  | 시인 김지하                         |
| 52회 | 9월 4일   | 안상수 한나라당 원내대표            |
| 53회 | 9월 11일  | 오충일 대통합 민주신당 대표         |
| 54회 | 9월 12일  | 윤여준 전 한나라당 의원             |
| 55회 | 9월 13일  | 영화감독 이준익                     |
| 56회 | 9월 18일  | 유시민 대통합 민주신당 의원         |
| 57회 | 9월 19일  | 권영길 민주노동당 의원              |
| 58회 | 9월 20일  | 성우 양지운                         |
| 59회 | 9월 27일  | 시사 인 편집국장 문정우             |
| 60회 | 10월 9일  | 이해찬 대통합 민주신당 예비 후보    |
| 61회 | 10월 10일 | 정동영 대통합 민주신당 예비 후보    |
| 62회 | 10월 11일 | 손학규 대통합 민주신당 예비 후보    |
| 63회 | 10월 16일 | 이인제 민주당 예비 후보             |
| 64회 | 10월 17일 | 소말리아 피랍 선원 석방 대책 위원회 |
| 65회 | 10월 18일 | 배우 김윤진                         |
| 66회 | 10월 23일 | 문국현 대선 예비 후보               |
| 67회 | 10월 24일 | 진수희 한나라당 의원                |
| 68회 | 10월 25일 | 진대제 전 정보통신부 장관           |
| 69회 | 10월 30일 | 박희태 한나라당 의원                |
| 70회 | 10월 31일 | 장하준 케임브리지 대학 교수         |
| 71회 | 11월 1일  | 역도 선수 장미란                    |
| 72회 | 11월 6일  | 김용철 변호사                       |
| 73회 | 11월 7일  | 심대평 국민중심당 후보              |
| 74회 | 11월 8일  | 시인 고은                           |
| 75회 | 11월 13일 | 이회창 전 대통령 후보               |
| 76회 | 11월 14일 | 송민순 외교통상부 장관              |
| 77회 | 11월 15일 | 박진영 JYP 엔터테인먼트 대표        |
| 78회 | 11월 20일 | 이명박 대통령 후보                  |
| 79회 | 11월 21일 | 한덕수 국무총리                     |
| 80회 | 11월 22일 | 이용철 변호사                       |
| 81회 | 11월 27일 | 문국현 창조한국당 대표              |
| 82회 | 11월 28일 | 이인제 전 민주당 대선 후보          |
| 83회 | 11월 29일 | 바이올리니스트 사라 장              |
| 84회 | 12월 4일  | 정동영 전 민주당 대선 후보          |
| 85회 | 12월 5일  | 권영길 전 민주노동당 대선 후보      |
| 86회 | 12월 6일  | 박원순 희망제작소 상임이사          |
| 87회 | 12월 11일 | 이회창 전 대선 후보                 |
| 88회 | 12월 12일 | 박명재 전 행정안전부 장관           |
| 89회 | 12월 13일 | 프로 골퍼 박세리                    |
| 90회 | 12월 26일 | 소설가 이문열                       |
| 91회 | 12월 27일 | 박노자 오슬로 대학교 교수           |

### 2008년
| 회차  | 방송일    | 출연자                                        |
| ----- | --------- | --------------------------------------------- |
| 92회  | 1월 8일   | 반기문 UN 사무총장                            |
| 93회  | 1월 9일   | 이재오 한나라당 의원                          |
| 94회  | 1월 10일  | 알렉산더 버시바우 주한 미국대사               |
| 95회  | 1월 15일  | 심상정 민주노동당 비대위원장                  |
| 96회  | 1월 16일  | 강삼재 자유신당 창당 준비위원장               |
| 97회  | 1월 17일  | 현대 유니콘스 이숭용, 김수경 선수             |
| 98회  | 1월 22일  | 손학규 대통합 민주신당 대표                   |
| 99회  | 1월 23일  | 대통령직 인수위원회 김형오 부위원장           |
| 100회 | 1월 24일  | 이완구 충청남도지사                           |
| 101회 | 1월 29일  | 안상수 한나라당 원내대표                      |
| 102회 | 1월 30일  | 김효석 대통합민주신당 원내대표                |
| 103회 | 1월 31일  | 가수 김장훈                                   |
| 104회 | 2월 5일   | 이회창 자유선진당 총재                        |
| 105회 | 2월 6일   | 핸드볼 국가대표 강일구, 오영란 선수           |
| 106회 | 2월 7일   | 도종환 시인                                   |
| 107회 | 2월 12일  | 박상천 민주당 대표                            |
| 108회 | 2월 13일  | 이어령 전 문화체육관광부 장관                 |
| 109회 | 2월 14일  | 피아니스트 김선욱                             |
| 110회 | 2월 19일  | 주호영 대통령 당선인 대변인                   |
| 111회 | 2월 20일  | 피겨스케이팅 선수 아사다 마오                 |
| 112회 | 2월 21일  | 박범훈 대통령취임준비위원장                   |
| 113회 | 2월 26일  | 임종석 통합민주당 의원                        |
| 114회 | 2월 27일  | 르노-닛산 CEO 카를로스 곤                     |
| 115회 | 2월 28일  | 강광배 봅슬레이 국가대표 선수 및 감독         |
| 116회 | 3월 11일  | 박재승 통합민주당 공천심사위원장              |
| 117회 | 3월 12일  | 김용철 변호사                                 |
| 118회 | 3월 13일  | 스티브 천 유튜브 공동창립자                   |
| 119회 | 3월 18일  | 인명진 한나라당 윤리위원장                    |
| 120회 | 3월 19일  | 서울 동작 을 예비후보 정동영, 정몽준          |
| 121회 | 3월 20일  | 노회찬 진보신당 연대회의 공동대표             |
| 122회 | 3월 25일  | 강금실 통합민주당 최고위원                    |
| 123회 | 3월 26일  | 서울 중구 후보 정범구, 나경원, 신은경         |
| 124회 | 3월 27일  | 서울 종로 후보 손학규, 박진                   |
| 125회 | 4월 1일   | 서울 은평을 후보 이재오, 문국현               |
| 126회 | 4월 2일   | 대구 수성 을 후보 주호영, 유시민              |
| 127회 | 4월 3일   | 전남 목포 후보 박지원, 정영식, 이상열         |
| 128회 | 4월 8일   | 서울 성동갑 후보 최재천, 진수희               |
| 129회 | 4월 10일  | 강재섭 한나라당 대표                          |
| 130회 | 4월 15일  | 김무성 친박 무소속 연대 의원                  |
| 131회 | 4월 16일  | 강기갑 민주노동당 의원                        |
| 132회 | 4월 17일  | 디자이너 폴 스미스                            |
| 133회 | 4월 22일  | 영화배우 비(정지훈)                           |
| 134회 | 4월 23일  | 유명환 외교통상부 장관                        |
| 135회 | 4월 24일  | 김민기 극단 학전 대표                         |
| 136회 | 4월 29일  | 이한구 한나라당 정책위의장                    |
| 137회 | 4월 30일  | 작가 베르나르 베르베르                        |
| 138회 | 5월 1일   | 농구 선수 김주성                              |
| 139회 | 5월 6일   | 박홍수 통합민주당 사무총장                    |
| 140회 | 5월 7일   | 안철수연구소 이사회 안철수 의장               |
| 141회 | 5월 8일   | 민동석 농림수산식품부 통상정책관              |
| 142회 | 5월 13일  | 웬디 셔먼 전 미국 대북정책조정관              |
| 143회 | 5월 14일  | 우주인 이소연                                 |
| 144회 | 5월 15일  | 김용택 시인                                   |
| 145회 | 5월 20일  | 이재오 한나라당 의원                          |
| 146회 | 5월 21일  | 추미애 통합민주당 의원                        |
| 147회 | 5월 22일  | 홍준표 한나라당 원내대표                      |
| 148회 | 5월 27일  | 통합민주당 원내대표 원혜영                    |
| 149회 | 5월 28일  | 소프라노 조수미                               |
| 150회 | 5월 29일  | 영화 배우 청룽                                |
| 151회 | 6월 3일   | 남경필 한나라당 의원                          |
| 152회 | 6월 4일   | 진중권 중앙대 겸임교수                        |
| 153회 | 6월 5일   | 생명평화 탁발순례 단장 도법스님               |
| 154회 | 6월 10일  | 임태희 한나라당 정책위의장                    |
| 155회 | 6월 11일  | 박원석 광우병위험 국민대책회의 상황실장       |
| 156회 | 6월 12일  | 임동원 전 통일부 장관                         |
| 157회 | 6월 17일  | 김달식 화물연대 본부장                        |
| 158회 | 6월 18일  | 조갑제 전 월간조선 대표                       |
| 159회 | 6월 19일  | 영화 감독 강우석                              |
| 160회 | 6월 24일  | 축구선수 정대세                               |
| 161회 | 6월 25일  | 김종훈 외교통상부 통상교섭본부장              |
| 162회 | 6월 26일  | 야구 선수 임창용                              |
| 163회 | 7월 1일   | 전종훈 천주교 정의 구현 전국 사제단 대표 신부 |
| 164회 | 7월 2일   | 김문수 경기도 지사                            |
| 165회 | 7월 3일   | 산악인 엄홍길                                 |
| 166회 | 7월 8일   | 박희태 한나라당 대표                          |
| 167회 | 7월 9일   | 정세균 민주당 대표                            |
| 168회 | 7월 10일  | 거스 히딩크 전 대한민국 축구 선수단 감독      |
| 169회 | 7월 15일  | 천호선 전 청와대 대변인                       |
| 170회 | 7월 16일  | 신용하 이화여대 석좌교수                      |
| 171회 | 7월 22일  | 정순갑 기상청장                               |
| 172회 | 7월 23일  | 김민석 민주당 최고위원                        |
| 173회 | 7월 24일  | 정몽준 한나라당 최고위원                      |
| 174회 | 7월 29일  | 서울시 교육감 후보 공정택, 주경복             |
| 175회 | 7월 30일  | 강기갑 민주노동당 대표                        |
| 176회 | 7월 31일  | 허영만 화백                                   |
| 177회 | 8월 19일  | 역도 선수 이배영                              |
| 178회 | 8월 20일  | 유도 선수 최민호                              |
| 179회 | 8월 21일  | 역도 선수 장미란                              |
| 180회 | 8월 26일  | 김경문 감독                                   |
| 181회 | 8월 27일  | 조계종 총무부장 원학 스님                     |
| 182회 | 8월 28일  | 여자 핸드볼 국가대표팀 임영철 감독            |
| 183회 | 9월 2일   | 김형오 국회의장                               |
| 184회 | 9월 3일   | 강만수 기획재정부 장관                        |
| 185회 | 9월 4일   | 신영복 성공회대 석좌교수                      |
| 186회 | 9월 10일  | 홍준표 한나라당 원내대표                      |
| 187회 | 9월 11일  | 최일도 다일공동체 목사                        |
| 188회 | 9월 16일  | 롯데 자이언츠 제리 로이스터 감독              |
| 189회 | 9월 17일  | 전광우 금융위원장                             |
| 190회 | 9월 18일  | 정세현 전 통일부 장관                         |
| 191회 | 9월 23일  | 이중구 동대문 경찰서장                        |
| 192회 | 9월 24일  | 김상조 경제개혁연대 소장                      |
| 193회 | 9월 25일  | 홍석만 베이징 패럴림픽 육상 금메달리스트      |
| 194회 | 9월 30일  | 식품의약품안전청 이상용 차장                  |
| 195회 | 10월 1일  | 고르바초프 전 러시아 대통령                   |
| 196회 | 10월 2일  | 배우 장미희                                   |
| 197회 | 10월 7일  | 나경원 한나라당 의원                          |
| 197회 | 10월 7일  | 전병헌 민주당 의원                            |
| 198회 | 10월 8일  | 박승 전 한국은행 총재                         |
| 199회 | 10월 9일  | 소프라노 신영옥                               |
| 200회 | 10월 21일 | 주호영 한나라당 원내수석부대표                |
| 200회 | 10월 21일 | 서갑원 민주당 원내수석부대표                  |
| 201회 | 10월 28일 | 김종인 전 의원                                |
| 202회 | 10월 29일 | 헬레나 노르베리 호지 생태환경운동가           |
| 203회 | 10월 30일 | 연극배우 윤석화                               |
| 204회 | 11월 4일  | SK 와이번스 김성근 감독                       |
| 205회 | 11월 11일 | 조순 전 기획재정부 총리                       |
| 206회 | 11월 12일 | 결산 특집                                     |
| 207회 | 11월 13일 | 결산 특집                                     |